# Enkhjin Tseveendash
En aquest nom mongol, el nom és «Tseveendash» i «Enkhjin» és un patronímic, no pas un cognom.
Enkhjin Tseveendash   (Ulaanbaatar, 29 de novembre de 1993) és una model mongola i una participant de concursos de bellesa que va representar Mongòlia als concursos Мiss Globe International 2010, Miss Friendship International 2010, Supermodel International 2012 i Miss Món 2017. És propietària d'Eden Design.